# شارلوته هاريس
شارلوته هاريس (بالإنجليزية: Charlotte Harris)‏ هي عازفة تشيلو أمريكية، ولدت في 29 أبريل 1931.

## روابط خارجية
- شارلوته هاريس على موقع IMDb (الإنجليزية)